# Rodrigo Abed
Rodrigo Elías Martínez Abed (Ciudad de México; 6 de septiembre de 1972) es un actor y pastor mexicano, conocido en televisión sobre todo por telenovelas como Cuando seas mía, Cañaveral de pasiones, Mirada de mujer, el regreso, Las Trampas del deseo y El Chapo entre otras.

## Estudios
En 1991, inició sus estudios de actuación en el Centro de Educación Artística (CEA) de Televisa. Posteriormente, curso el posgrado donde tuvo como profesor a Sergio Jiménez (primer actor y director mexicano) y de la nominada al Oscar, Adriana Barraza, de allí que fuese seleccionado como parte del Star-system de Televisa, mismo que impulsó a figuras como Salma Hayek, Angélica Rivera, y otros. También estudió dirección, producción, guionismo y cinematografía en la Universidad de Nueva York.[cita requerida]

## Trayectoria
Después de participar en distintas telenovelas de Televisa como María la del Barrio, Cañaveral de pasiones, la Mentira, entre otras, en 2001 entró a TV Azteca. Allí interpretó a Fabián Sánchez en Cuando seas mía, al lado de Silvia Navarro, Evangelina Elizondo, Ana Serradilla, entre otros. Su papel en esta producción ha sido uno de los más importantes de su larga trayectoria televisiva.
En 2005 protagonizó la película Cicatrices, misma que le llevó a obtener el Premio Diosa de plata como mejor actor. Ese mismo año, participó en la película Dark Waters a lado del actor Lorenzo Lamas.
Como parte de su faceta de guionista, en 2008, Warner Bros, con su producción local en México, adquiere los derechos de su guion Caída Libre. La película, que se filmó bajo el nombre de Viento En Contra, fue estrenada en 2011 y protagonizada por Bárbara Mori.
Durante el midmo año reside en Colombia para grabar A Corazón Abierto, la versión mexicana de la afamada Grey’s Anatomy, producida por Disney y TV Azteca.
Con Argos Comunicación participó en la premiada serie de HBO Capadocia (segunda temporada) así como en la controvertida telenovela de Telemundo El Señor de los Cielos, (producción México-colombo-estadounidense ) donde interpreta el papel del Presidente Cesár Silva de la Garza.
Entre 2013 y 2014, trabajó con el productor y periodista Epigmenio Ibarra en Las Trampas del deseo, telenovela producida por Argos Comunicación junto con Cadenatres y MundoFox. En ésta, interpreta a Gerardo Alvarado, un importante empresario de doble moral casado con Roberta Jauregui, una ambiciosa y despiadada política que pretende llegar a ser la primera mujer presidente de México.
En 2017 encarna el personaje de Amado en El Chapo, serie estadounidense coproducida por Netflix y Univisión, que relata la vida del narcotraficante Joaquín “El Chapo” Guzmán. También se destaca su reciente participación en la telenovela mexicana El Chema.

## Filmografía

### Televisión
- La mexicana y el güero (2020-2021) - Gonzalo Heredia
- Tijuana (2019) - G. Muller[1]
- Silvia Pinal, frente a ti (2019) - Psicólogo
- Falco (2018) - Farah
- El Chapo (2017) - Amado
- El Chema (2017) - Cesár Silva de la Garza "El Presidente"
- Amor sin reserva (2014-2015) - Jorge Castillo
- Las trampas del deseo (2013-2014) - Gerardo Alvarado
- El señor de los cielos (2013) - Cesár Silva de la Garza "El Presidente"
- A corazón abierto (2011-2012) - Javier Burgos
- Secretos del alma (2008 - 2009) - Roberto Suárez
- Top Models (2005) - Brandon Oliver
- La hija del jardinero (2003) - Guillermo
- Mirada de mujer: El regreso (2003) - Elias Tanus
- Súbete a mi moto (2002)
- Cuando seas mía (2001 - 2002) - Fabián Sánchez Serrano Vallejo
- Besos prohibidos (1999) - Adalberto Conde
- La Mentira (1998) - Ricardo Platas
- Mujer, casos de la vida real (1997-1998) - Varios capítulos
- Cañaveral de pasiones (1996) - Guillermo Elizondo
- Morir dos veces (1996)
- María la del Barrio (1995 - 1996) - Bernardo Garduño
- El premio mayor (1995 - 1996) - Gustavo
- Bajo un mismo rostro (1995) - Mario Contreras
- Sueño de amor (1993)
- Mágica juventud (1992) - "El puas"

### Cine
- Cicatrices (2005) - Julián Olea
- Muerte en las profundidades (2003) - Dr. Combs

## Premios y nominaciones

### Diosas de Plata
| Año  | Categoría   | Pelicula   | Resultado | Ref.  |
| ---- | ----------- | ---------- | --------- | ----- |
| 2006 | Mejor actor | Cicatrices | Ganador   | [ 2 ] |